# Ava von Göttweig
Frau Ava (dénomination allemande pour « Dame Ava ») ou Ava von Melk (née vers 1060, morte le 7 février 1127 en Autriche), est une poétesse des XIe et XIIe siècles. Elle est considérée comme la première poétesse de renom en langue allemande.

## Œuvres
L'œuvre de Frau Ava est essentiellement une poésie d'inspiration chrétienne.
- Johannes (Jean le Baptiste) ;
- Leben Jesu (une Vie de Jésus) ;
- Antichrist (l'Antéchrist) ;
- Das Jüngste Gericht (le Jugement dernier). - lire en ligne